# Örboholm

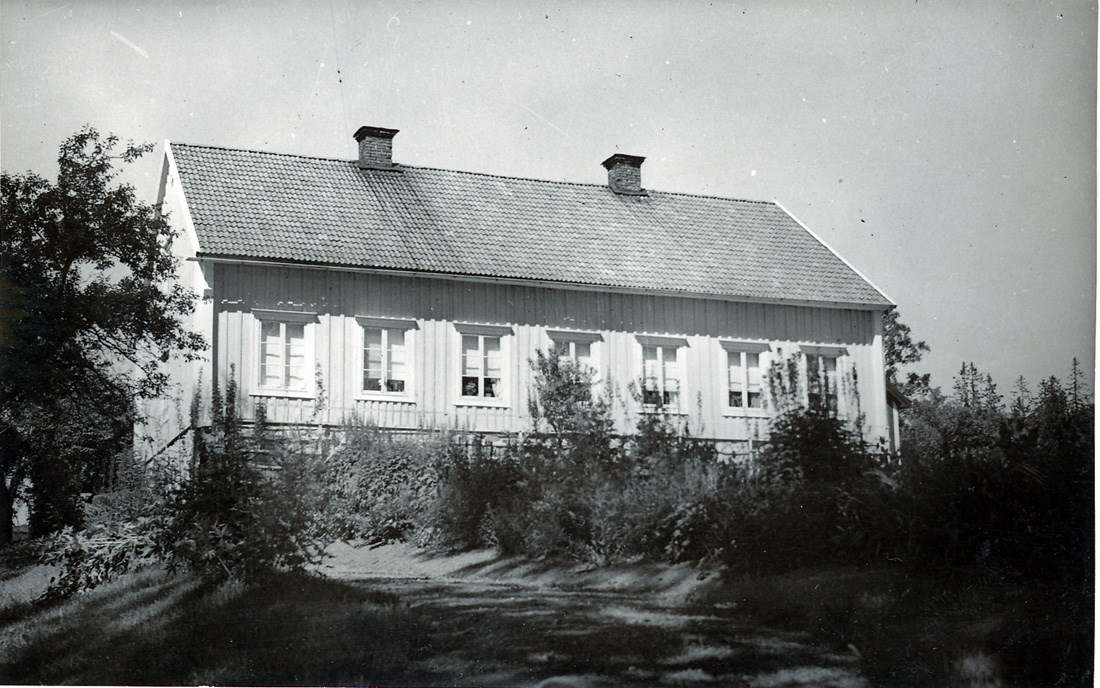
Örboholms herrgård.

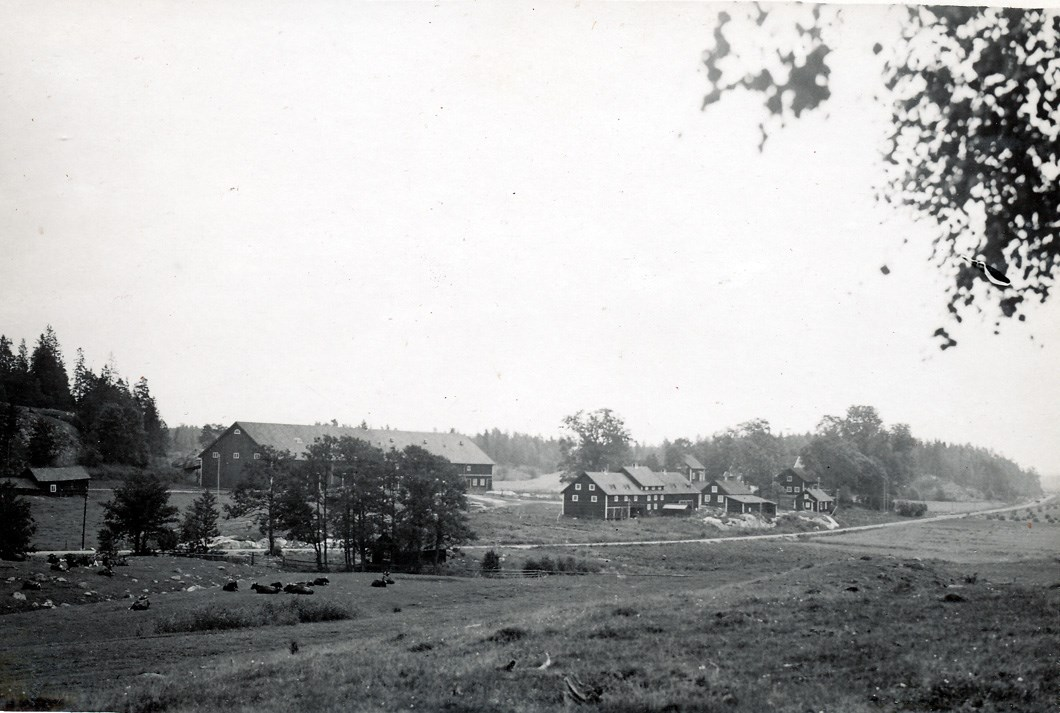
Örboholm från nordväst.

Örboholm eller Gammalgården är en herrgård i Västerljungs socken, Trosa kommun.

## Historik
1383 bytte Nils Gädda till sig torpet Øør jämte en mängd andra gårdar av Bo Jonsson (Grip). Därifrån verkar den snabbt blivit huvudgård, 1423 är Örboholm belagt som sätesgård för Henrik Nilsson (Örboholmsätten). Hans svärson Gilkin Håkansson (hjorthorn) daterade 1430 sitt morgongåvebrev till hustrun Lucia Henriksdotter. Även Lucia Henriksdotters andra make Erik Geet (vinge) daterar 1432 sitt brev på Örboholm. Skäring Larsson (lilja) hade 1493–1499 Örboholm som sin sätesgård och gav 1499 Örboholm som morgongåva till sin hustru Ingeborg Ragvaldsdotter (yngre Välingeätten). Det sägs då vara en sätesgård som räntar 8 mark med jord i Bissbol, Ekebonäs, Granhusa, Grönsö, Hästbjörke, Kungsbol, Kvarnby, Kärr, Skällberga, Tofsö, Tuna, Vackebol, Avlingeby och Ökenäs och Västerljungs socken; Eke och Ökna i Bogsta socken samt Ingemundsta i Lästringe socken. 
1530–1561/1562 var Örboholm sätesgård för Nils Krumme och därefter  och därefter för hans änka Margareta Siggesdotter (Sparre av Rossvik) som dog före 1570 och sonen Nils Krumme som dog omkring 1572. När Nils Krumme avled barnlös gick gården i arv mormodern Karin Gödiksdotter Fincke (död omkring 1584). Hon bytte dock bort Örboholm mot egendomar i Finland till Kerstin Jakobsdotter Krumme (död 1611), änka efter Klas Kristersson (Horn). Under hennes tid på godset hölls 1576 en rannsakning om gods och holmar, som underlagts Örboholm efter att tidigare legat under kronan. Via dessas dotter Anna Clesdotter (död 1617), gift med Mauritz Sture, kom godset till sonen Svante Sture, som gav Örboholm i morgongåva till Ebba Mauritzdotter Lewenhaupt. Under Stureättens ägarskap blev Örboholm reducerad till en fogdegård under Hörningsholms slott för slottets besittningar i södra delen av Hölebo härad och kringliggande trakter av Rönö. 
Sedan Oxenstiernas arvingar genom utgången av den Stureska arvsprocessen måst avstå Hörningsholm men ärvt Örboholmsgodsen, blev dock situationen en annan. Som det då inte fanns några ståndsmässiga byggnader vid Örboholm valde man i stället att uppföra en säteribyggnad vid Skällberga, en mil norr om Örboholm. Troligen var det vid denna tid som Örboholm fick namnet "Gammalgården", som sedan kom att bli ett alternativt namn på gården. 1662 sålde Oxentiernas änka Margareta Brahe Örboholm till Sten Nilsson Bielke. Genom reduktionen blev Örboholm indraget till kronan men kom genom lösen av Nils Bielke att återgå till släkten kom att lyda under Gäddeholm som huvudgård. 1915 såldes Örboholm från till Knut Tillberg och godsägare G. Gustavsson. De sålde 1918 egendomen till AB Skogsegendomar, som sålde ifrån ett flertal egnahem från ägorna.
Nuvarande huvudbyggnad härrör från omkring 1700, och har genomgått ombyggnad 1919 och 1943.